# Sang en la femta
L'aspecte de la sang en la femta és diferent depenent d'en quin moment entra al tracte digestiu i, per tant, de quanta acció digestiva ha estat exposada i de quant n'hi ha. El terme pot referir-se amb la melena, d'aspecte negre, originada típicament per hemorràgia digestiva alta; o a l'hematoquèzia, amb un color vermell, típicament originat per hemorràgia digestiva baixa. L'avaluació de la sang que es troba a la femta depèn de les seves característiques, pel que fa al color, la quantitat i altres característiques, que poden indicar la seva procedència, però, afeccions més greus poden presentar-se amb un quadre mixt, o amb la forma de sagnat que es troba en una altra secció del tracte. S'utilitza el terme sang oculta en femta quan aparentment no es veu i la seva determinació es per proves de laboratori químic.